# Ingrandes (Indre)

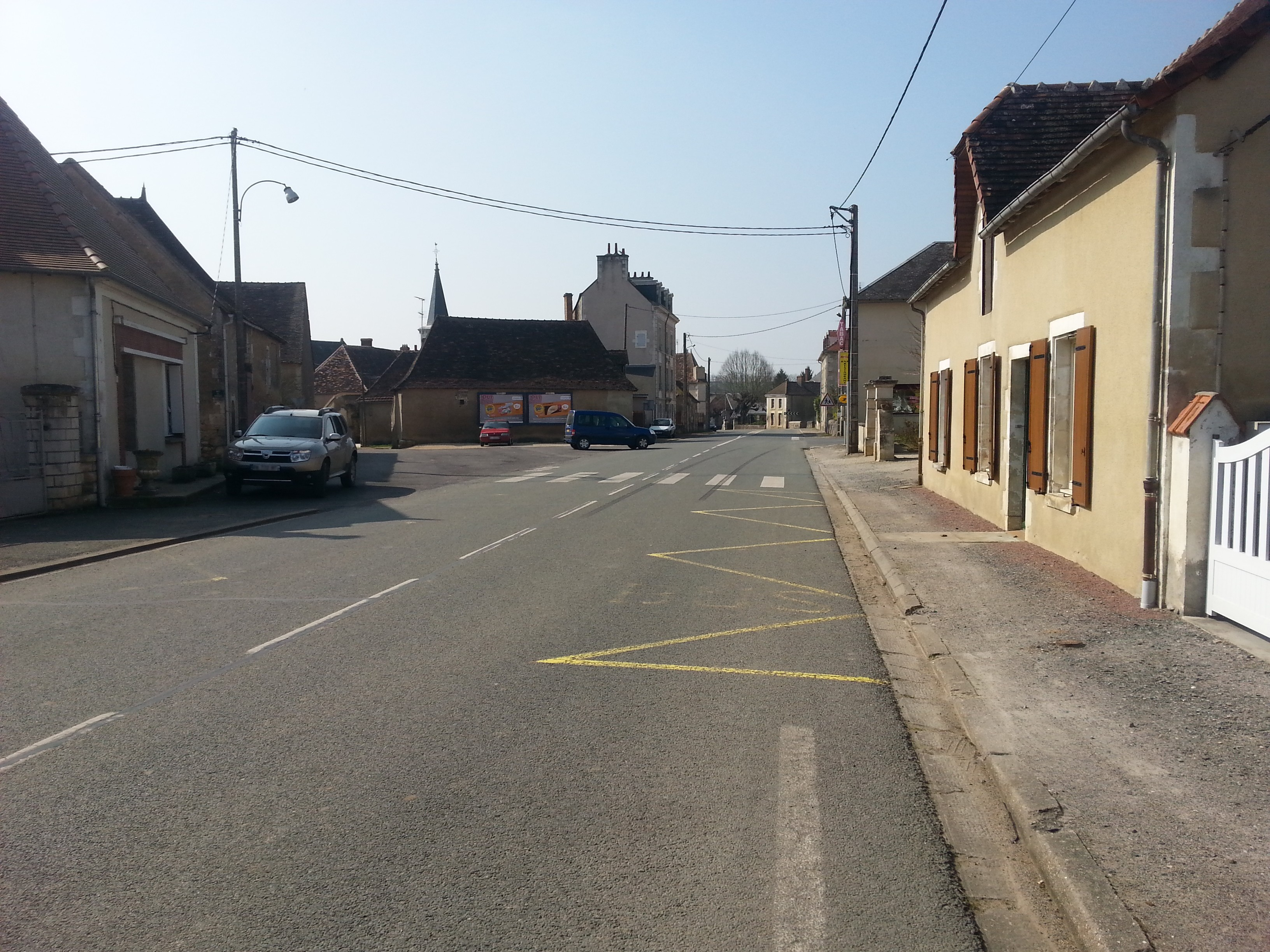

Ingrandes is een gemeente in het Franse departement Indre (regio Centre-Val de Loire) en telt 316 inwoners (1999). De plaats maakt deel uit van het arrondissement Le Blanc.

## Geografie
De oppervlakte van Ingrandes bedraagt 11,1 km², de bevolkingsdichtheid is 28,5 inwoners per km².

## Bezienswaardig
- Kasteel van Ingrandes

De onderstaande kaart toont de ligging van Ingrandes (Indre) met de belangrijkste infrastructuur en aangrenzende gemeenten.

## Demografie
Onderstaande figuur toont het verloop van het inwonertal (bron: INSEE-tellingen).